# Пікаярвеська сільська рада
Пі́каярвеська сільська рада (ест. Pikajärve külanõukogu, рос. Пикаярвеский сельский совет) — сільська рада в Естонській РСР, адміністративно-територіальна одиниця в складі повіту Вирумаа (1945—1950) та Отепяського району (1950—1954).

## Історія
13 вересня 1945 року на території волості Валґ'ярве у Вируському повіті утворена Пікаярвеська сільська рада з центром у селі Пікаярве.
26 вересня 1950 року, після скасування в Естонській РСР повітового та волосного поділу, сільська рада ввійшла до складу новоутвореного Отепяського сільського району.
17 червня 1954 року в процесі укрупнення сільських рад Естонської РСР Пікаярвеська сільська рада ліквідована. Її територія склала західну частину Валґ'ярвеської сільської ради.